# Будимир Яношевич
Будимир Яношевич (серб. Будимир Јаношевић / Budimir Janošević, нар. 21 жовтня 1989, Белград) — сербський футболіст, воротар стокгольмського АІКа.

## Клубна кар'єра
Яношевич є вихованцем футбольного клубу «Чукарички», в якому і розпочав свою професійну кар'єру. Дебютував за основну команду 15 серпня 2009 року у грі з «Явором». Будимир провів на полі всю зустріч і на 63-й хвилині пропустив єдиний м'яч у матчі.
Провівши 7 ігор у складі рідного клубу, у січні 2010 року перейшов до «Ягодини», яка також виступала в сербській Суперлізі. За оцінкою інтернет-порталу Transfermarkt, сума трансферу склала 30 тисяч євро. У новому клубі провів 8 матчів до кінця чемпіонату, пропустивши у них 10 м'ячів. У наступному сезоні втратив місце в основі «Ягодини», взявши участь лише у 2 іграх чемпіонату.
11 липня 2011 року вільним агентом перебрався до табору бронзового призера Сербії — «Воєводини». За клуб з Нового Саду першу гру зіграв 31 березня 2012 року проти свого колишнього клубу, залишивши в тому матчі свої ворота «на замку». За результатами сезону «Воєводина» посіла третє місце у турнірній таблиці, другий рік поспіль виборовши бронзові медалі.
Влітку 2012 року перебрався до белградського «Раду», але не зігравши жодного матчу за команду в середині сезону перебрався до «Телеоптика», який виступав у Першій лізі. Дебютував у першості 9 березня у матчі з «Пролетером». Яношевич пропустив у цій зустрічі два рази, один з яких уже у компенсований до основного часу матчу час, що коштував перемоги його команді. За підсумками сезону «Телеоптик» посів 13 місце у таблиці та вилетів у Другу лігу .
У червні 2013 року Яношевич вкотре змінив команду, перейшовши до «Спартака» із Суботиці, повернувшись тим самим до Суперліги. Першу гру в основному складі провів 26 квітня 2014 року з «Чукаричками». Зустріч завершилася з нічийним рахунком 1:1. Наступного сезону став основним голкіпером у структурі нового головного тренера Петара Курчубича, провівши за пів сезону 15 ігор. У лютому 2015 року перейшов на правах оренди в турецький клуб «Адана Демірспор». Там у Першій лізі сербський воротар взяв участь у 17 матчах і разом із командою посів четверте місце у турнірній таблиці. Після завершення орендної угоди повернувся до «Спартака», за який відіграв ще півтора сезони.
23 лютого 2017 року підписав однорічний контракт зі шведською «Броммапойкарною», яка виступала у Супереттані. Через проблеми з отриманням дозволу на роботу, Яношевича встигли заявити лише на фінальні матчі кубка Швеції. Дебютував у Броммі в чвертьфінальному матчі з «Ельфсборгом», який його команда виграла з рахунком 2:1. За підсумками сезону клуб виграв Супереттан і завоював право виступати у найвищому дивізіоні Швеції.
Після закінчення сезону підписав контракт на три роки зі стокгольмським АІКом. Дебютував за столичну команду в Аллсвенскані 27 квітня 2018 року у матчі з «Сіріусом», в якому Яношевич не дав супернику відзначитися. За підсумками сезону клуб посів перше місце у турнірній таблиці та завоював чемпіонський титул. Станом на 31 грудня 2021 року відіграв за команду з Стокгольма 43 матчі в національному чемпіонаті.

## Кар'єра у збірній
У 2009 році зіграв один матч у складі молодіжної збірної Сербії.

## Досягнення
- Чемпіон Швеції (1):

АІК: 2018